# Orchówek (województwo lubelskie)

Historyczny herb Orchówka

Orchówek – wieś w Polsce położona w województwie lubelskim, w powiecie włodawskim, w gminie Włodawa, w pobliżu trójstyku Polski, Białorusi i Ukrainy. Dawniej miasto; uzyskał lokację miejską w 1506 roku, zdegradowany w 1869 roku.
W latach 1973–1992 w granicach Włodawy.
Wieś jest sołectwem w gminie Włodawa. Według Narodowego Spisu Powszechnego z roku 2011 wieś liczyła 1036 mieszkańców.

## Geografia
Miejscowość znajduje się na pograniczu wschodniego obszaru Równiny Łęczyńsko-Włodawskiej i wąskiego pasa Polesia Brzeskiego. Od północy i wschodu ograniczony jest doliną Bugu, która na obszarze zabudowanym ukształtowała strome zbocza – największe ponad starorzeczem Bużysko. Między starorzeczem i nasypem kolejowym leży obszar Obłonie. Po wschodniej stronie nasypu, w sąsiedztwie bezimiennego cieku leżą Połosa, a na południe od nich Pyrkal. Przy wschodniej granicy znajdują się Łęgi. Na południowy zachód od centrum wsi znajdują się łąki Ochoża. Między nimi i jeziorem Glinki znajdowały się łąki Pruchnickie, na których rozwinęła się gęsta zabudowa jednorodzinna. Od południa i zachodu miejscowość jest ograniczona lasem. 

## Historia
W 1506 r. staraniem Jerzego Krupskiego Orchówek otrzymał prawa miejskie, które utracił w XVIII wieku. Ponownie stał się miastem w 1775 (do kolejnej utraty praw miejskich w 1869). 1 stycznia 1973 został włączony do Włodawy. Wyłączony z niej 15 lipca 1992, stał się największą wsią na terenie gminy Włodawa.
Do zabytków należy barokowy kościół parafialny miejscowej parafii św. Jana Jałmużnika. Był to pierwotnie kościół augustianów. Fundatorem klasztoru był właściciel dóbr orchowskich, Mikołaj Iwicki herbu Kuszaba i jego żona, Zofia z Krupskich herbu Korczak w 1610 roku.
W Orchówku kończy się linia kolejowa Chełm – Włodawa. Stacja do około 1945 r. nazywała się Bug Włodawski, czynna sezonowo, obecnie nazywająca się Włodawa. Za stacją tor ciągnie się aż do granicznego Bugu i tam urywa się przed resztkami mostu kolejowego zniszczonego przez lotnictwo niemieckie w czasie bombardowania we wrześniu 1939 r.
W 1972 uruchomiono duże zakłady garbarskie, po ich likwidacji w ich miejscu powstała wytwórnia papierów makulaturowych firmy SCO-PAK S.A.
W latach 1975–1998 miejscowość należała administracyjnie do województwa chełmskiego.